# Rintelbächli
Das Rintelbächli ist ein Fliessgewässer im Kanton Basel-Landschaft in der Schweiz. Es hat eine Länge von 1,9 Kilometern und ist ein rechter Zufluss des Diegterbachs.

## Geographie
Das Rintelbächli entspringt nordöstlich von Diegten im Bezirk Waldenburg an der Grenze zur Nachbargemeinde Känerkinden. Der Bach fliesst auf seiner ganzen Länge in nordwestlicher Richtung. Sein Oberlauf durchquert in einem Tobel, das in das Känerkinder Plateau des Tafeljuras eingeschnitten ist, das Areal Chilpen bei Diegten, das im Bundesinventar der Landschaften und Naturdenkmäler von nationaler Bedeutung (BLN) aufgeführt ist.
Nach 88 Metern erreicht der Bach, nun auf dem Gebiet der Gemeinde Tenniken im Bezirk Sissach, den Talboden mit der Rodungslichtung des Hofs Rintel, wo er unter dem Mattland teilweise eingedolt ist. In diesem Abschnitt nimmt er von rechts das Brunnenhofbächli auf. Danach durchquert er, wieder eingedolt, eine enge, bewaldete Stelle des Seitentales und tritt dann bei der Mühlematt in das Haupttal des Diegterbachs hinaus. Kurz vor der Mündung in diesen Talbach fliesst das Rintelbächli zuerst unter der kleinen historischen Steinbogenbrücke des alten Weges nach Diegten und danach in einem langen betonierten Durchlass unter der neueren Talstrasse, der Hauptstrasse 307, sowie auch unter der Autobahn A2 hindurch.

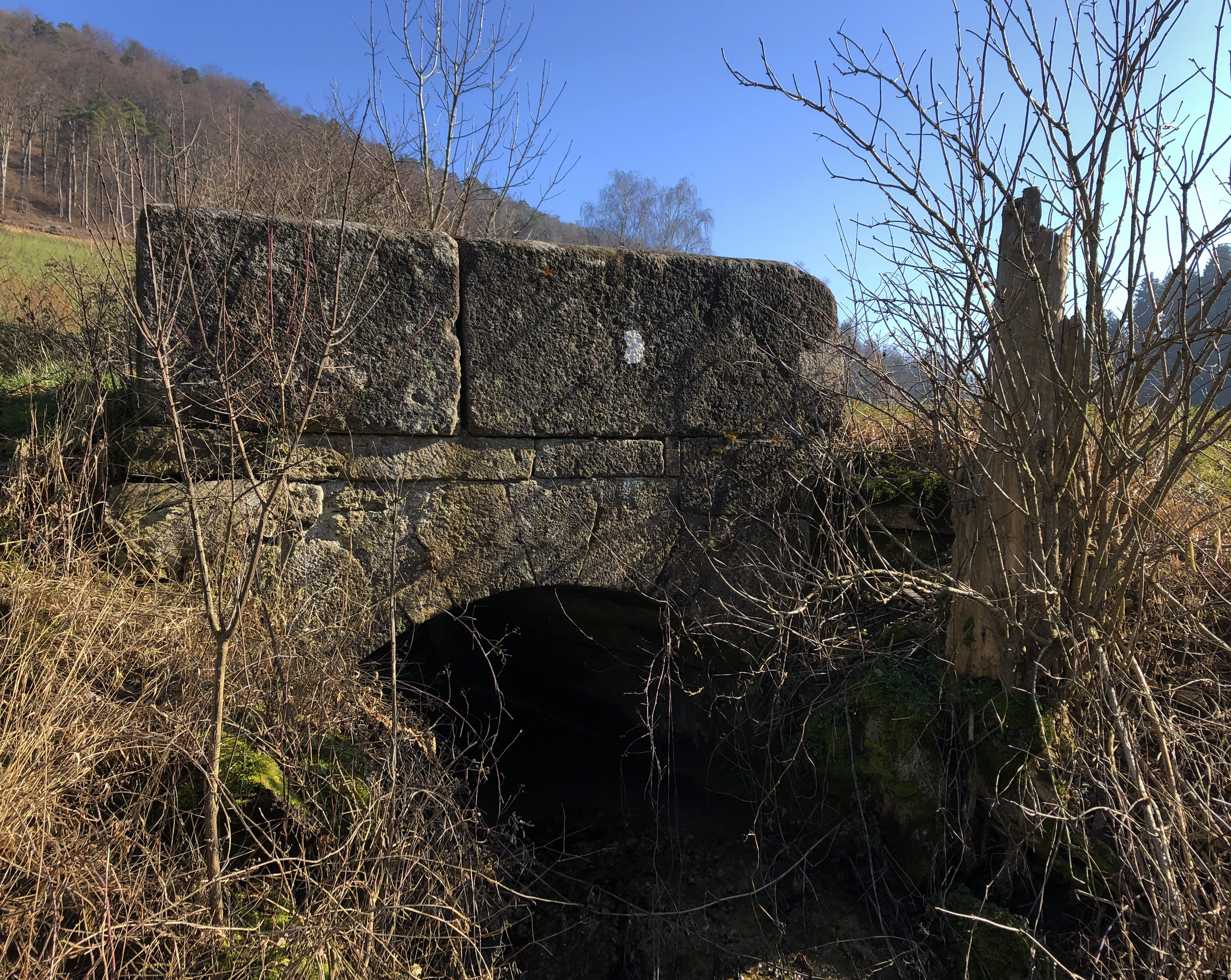
Alte Bogenbrücke über das Rintelbächli